# Fiq (zone)
Pour les articles homonymes, voir Fiq et Erer.
La zone Erer et la zone Nogob, anciennement zone Fiq (ou Fik), sont des zones administratives de la région Somali en Éthiopie. La zone Fiq compte 348 409 habitants en 2007, son chef-lieu est la ville de Fiq. Les zones Erer et Nogob se séparent au cours des années 2010.

## Géographie
Limitrophes des zones Est Hararghe et Est Bale de la région Oromia, les zone Erer et Nogog sont bordées dans la région Somali par les zones Fafan, Jarar, Korahe et Shabelle.

## Histoire
- Étendue initiale de la zone Fiq
- Sanctuaire des éléphants de Babille
- Chébéli

Le territoire de l'actuelle zone Erer se trouvait au XXe siècle à l'extrémité sud-ouest de l'awraja Gursum dont la capitale administrative était Fugnan Bira dans l'ancienne province du Hararghe.
Celui de la zone Nogob se trouvait alors à l'extrémité ouest de l'awraja Degeh Bur dont la capitale administrative était Degehabur dans la même province.
La zone Fiq qui regroupe ces deux territoires est créée lors de la réorganisation du pays en régions en 1995 et se rattache à la région Somali au contact de la région Oromia.
Les limites extérieures de ces zones varient rapidement. La zone Fiq s'agrandit notamment au moment du recensement national de 2007 puis semble revenir à son périmètre initial dans les années 2010 avant le détachement de la zone Nogob, la zone Nogob s'agrandit à nouveau par la suite.
D'autre part, une carte récente isole Meyumuluka en tant que woreda spécial au nord de la zone Erer[source insuffisante].

## Woredas
Dans les années 2000, la zone Fiq est composée de huit woredas,, :
- Dihun ;
- Fiq ;
- Gerbo ;
- Hamero ;
- Lagahida ;
- Meyumuluka ;
- Salahad
- Segeg.

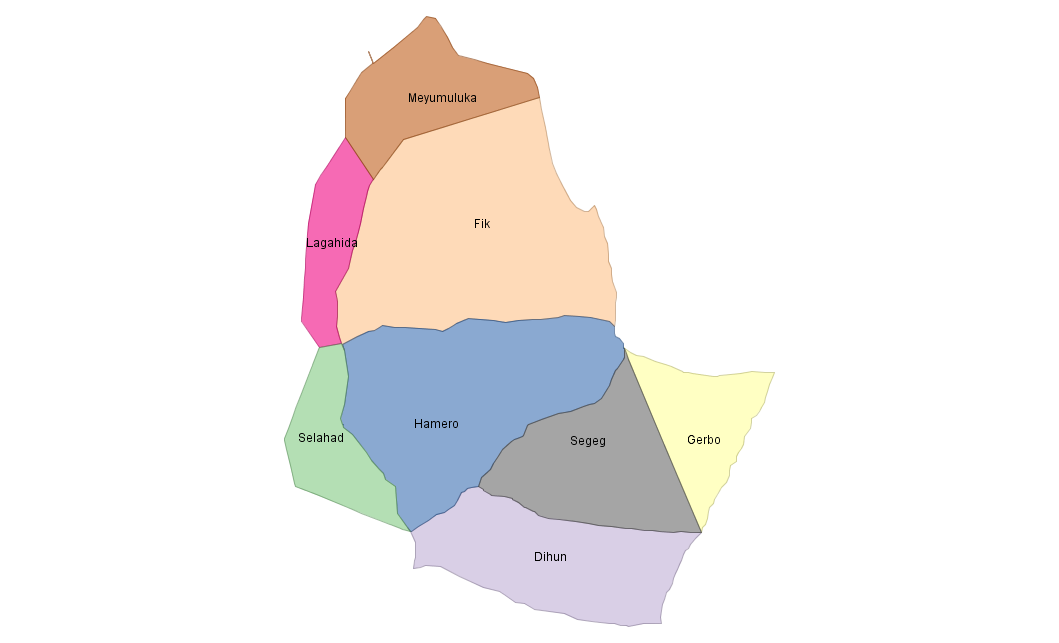
Composition initiale de la zone Fiq.

Les woredas du sud-est — Gerbo, Segeg et Dihun — forment la zone Nogob dès les années 2010. Cette nouvelle zone s'élargit ensuite vers l'est et le sud aux dépens des zones voisines et se subdivise en sept woredas.
Les autres woredas — Meyumuluka, Lagahida, Fiq, Selahad et Hamero — conservent un temps le nom de « zone Fiq » puis prennent le nom de « zone Erer » et se subdivisent en huit woredas.
Les nouveaux woredas de la zone Erer sont Qubi, Wangey et Yahob (détachés de Lagahida, Hamero et Segeg[à vérifier]). Ceux de la zone Nogob sont Ayun (détaché de Dihun), Elwayne (détaché de la zone Shabelle), Hararey et Horshagah (détachés de Gerbo et de la zone Jarar, voire de la zone Shabelle).

## Démographie
Le recensement national de 2007 fait état de 348 409 habitants dans la zone Fiq dont 10 % de citadins.
Près de 99 % des habitants sont des Somalis et ont pour langue maternelle le somali. Plus de 99 % sont musulmans.
Avec 12 112 habitants recensés en 2007, Fiq est la principale agglomération de la zone. Elle est suivie par Gerbi qui a 6 742 habitants à la même date, les autres agglomérations ont moins de 5 000 habitants.
| Woreda     | Population 2007 | Agglomérations, |
| ---------- | --------------- | --------------- |
| Dihun      | 25 082          | Dihun           |
| Fiq        | 130 047         | Fiq             |
| Gerbo      | 45 413          | Gerbi           |
| Hamero     | 60 477          | Hamero          |
| Lagahida   | 17 415          | Legehida        |
| Meyumuluka | 11 907          | Meyu Muluke     |
| Salahad    | 34 082          | Gelelcha        |
| Segeg      | 23 986          | Segeg           |

En 2022, la population est estimée sur le périmètre 2007 de la zone Fiq à 507 670 personnes soit une densité de population de 15 personnes par km2 pour environ 33 899 km2 de superficie.
Entre-temps la zone Fiq a laissé place aux zones Erer et Nogob qui occupent 9 790 et 15 993 km2 respectivement en 2021 et sont globalement en retrait par rapport au périmètre recensé en 2007.